# Челищев, Алексей Александрович
Алексей Александрович Челищев (1836—1894) — генерал-лейтенант русской императорской армии из рода Челищевых.

## Биография
Алексей Челищев родился 27 июля 1836 года в семье Александра Александровича Челищева (1797—1881) и Натальи Алексеевны (1806—1870), дочери известного остряка и балагура А. М. Пушкина. Имел брата-близнеца Владимира (1836—1855) и сестёр Марию и Екатерину.
Образование получил в Школе гвардейских подпрапорщиков и кавалерийских юнкеров, откуда выпущен 17 июня 1854 года и определён на гражданскую службу с чином коллежского секретаря.
29 июня 1855 года зачислен прапорщиком в лейб-гвардии Семёновский полк и сразу же был командирован в Крым, где принял участие в завершающих делах Восточной войны.
С 19 апреля 1856 года служил в 1-м лейб-гвардии стрелковом Его Величества батальоне, где последовательно получил чины подпоручика (7 апреля 1857 года), поручика (12 апреля 1859 года), штабс-капитана (17 апреля 1862 года), капитана (30 августа 1862 года) и полковника (16 апреля 1867 года), командовал в батальоне ротой.
5 марта 1868 года Челищев получил должность командира лейб-гвардии 4-го стрелкового Императорской фамилии батальона и 30 августа 1870 года был назначен флигель-адъютантом.
17 апреля 1876 года Челищев был назначен командиром лейб-гвардии Егерского полка, во главе которого в 1877 году выступил на Балканский театр русско-турецкой войны. 12 октября в сражении под Горным Дубняком был контужен. За отличия против турок Челищев 1 января 1878 года был произведён в генерал-майоры с зачислением в Свиту Его Величества (со старшинством от 12 октября 1877 года), 13 января 1879 года за переход через Балканы получил золотую саблю с надписью «За храбрость», а 30 марта 1879 года награждён орденом Св. Георгия 4-й степени
19 Декабря 1877 года, при переходе Гвардейского Корпуса чрез Балканы, у дер. Ташкисен, лично вел штурмующие роты вверенного ему полка и взял с боя турецкие редуты, защищенные сильным неприятелем.
17 августа 1880 года Челищев был назначен командиром 1-й бригады 1-й гвардейской пехотной дивизии, с 16 сентября 1887 года командовал 1-й пехотной дивизией. 30 августа 1888 года произведён в генерал-лейтенанты, в 1892 году в списках Егерского лейб-гвардии полка в том же звании, а с 12 августа 1894 года командовал 3-й гренадерской дивизией.
Скончался 16 июля 1894 года в Москве, похоронен в Новодевичьем монастыре, из списков исключён 30 июля.

## Семья
Жена (с 12.11.1869) —  Александра Андреевна Гернгросс (1846—1922), внучка генерала Р. Ф. Генгросса. В браке имела одного сына Юрия (ум. 1883) и дочь Наталью (1870—1954; в замужестве за М. Г. Приклонским).

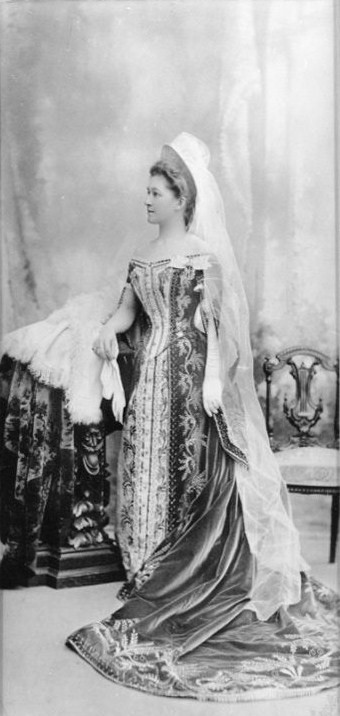
Наталья Челищева в придворном платье

## Награды
Среди прочих наград Челищев имел ордена:
- Орден Святого Станислава 3-й степени (1862 год)
- Орден Святой Анны 3-й степени (1864 год)
- Орден Святого Станислава 2-й степени (1866 год)
- Орден Святой Анны 2-й степени (1868 год)
- Орден Святого Владимира 4-й степени (1872 год)
- Орден Святого Владимира 3-й степени (1876 год)
- Золотая сабля с надписью «За храбрость» (13 января 1879 года)
- Орден Святого Георгия 4-й степени (30 марта 1879 года)
- Орден Святого Станислава 1-й степени (1880 год)
- Орден Святой Анны 1-й степени (1883 год)
- Орден Святого Владимира 2-й степени (1886 год)
- Орден Белого орла (1891 год)